# Sosnowce (rejon wołożyński)
Sosnowce (biał. Сасноўцы; ros. Сосновцы) – wieś na Białorusi, w obwodzie mińskim, w rejonie wołożyńskim, w sielsowiecie Raków.

## Historia
W czasach zaborów osada w gminie Raków, w powiecie mińskim, w guberni mińskiej Imperium Rosyjskiego. W 1866 raku należała do Dybowskich
W latach 1921–1945 wieś, kolonia i folwark leżały w Polsce, w województwie wileńskim, w powiecie stołpeckim, a od 1927 w powiecie mołodeckim, w gminie Raków.
Według Powszechnego Spisu Ludności z 1921 roku zamieszkiwało:
- kolonię – 8 osób, 3 były wyznania rzymskokatolickiego a 5 prawosławnego. Jednocześnie wszyscy mieszkańcy zadeklarowali polską przynależność narodową. Był tu 1 budynek mieszkalny[3].
- wieś – 111 osób, 51 było wyznania rzymskokatolickiego a 60 prawosławnego. Jednocześnie wszyscy mieszkańcy zadeklarowali polską przynależność narodową. Było tu 16 budynków mieszkalnych[3]. W 1931 w 19 domach zamieszkiwało 116 osób[4].
- folwark – 8 osób, 6 było wyznania rzymskokatolickiego a 2 prawosławnego. Jednocześnie wszyscy mieszkańcy zadeklarowali polską przynależność narodową. Był tu 1 budynek mieszkalny[3]. W 1931 w 2 domach zamieszkiwało 14 osób[4].

Wierni należeli do parafii rzymskokatolickiej w Dubrowie i prawosławnej w Krzywiczach. Miejscowość podlegała pod Sąd Grodzki w Rakowie i Okręgowy w Wilnie; właściwy urząd pocztowy mieścił się w Rakowie.
W wyniku napaści ZSRR na Polskę we wrześniu 1939 miejscowość znalazła się pod okupacją sowiecką. 2 listopada została włączona do Białoruskiej SRR. Od czerwca 1941 roku pod okupacją niemiecką. W 1944 miejscowość została ponownie zajęta przez wojska sowieckie i włączona do Białoruskiej SRR.
Od 1991 w składzie niepodległej Białorusi.